# Zé Carapô
José Antonio Prado Nunes Carvalho (Jataí, 29 de janeiro de 1981), conhecido como Zé Carapô, é um político brasileiro, filiado ao Democracia Cristã (DC). Atualmente, é deputado estadual de Goiás mas antes foi eleito vereador em Jataí com 1.375 votos pelo Partido Trabalhista Nacional (PTN) nas Eleições 2016.